# Pawliwka (hromada Sofijiwka)
Pawliwka (ukr. Павлівка) – wieś na Ukrainie, w obwodzie mikołajowskim, w rejonie basztańskim, w hromadzie Sofijiwka. W 2001 liczyła 74 mieszkańców, spośród których 69 wskazało jako ojczysty język ukraiński, a 5 rosyjski.